# Andrij Melnyk (Diplomat)

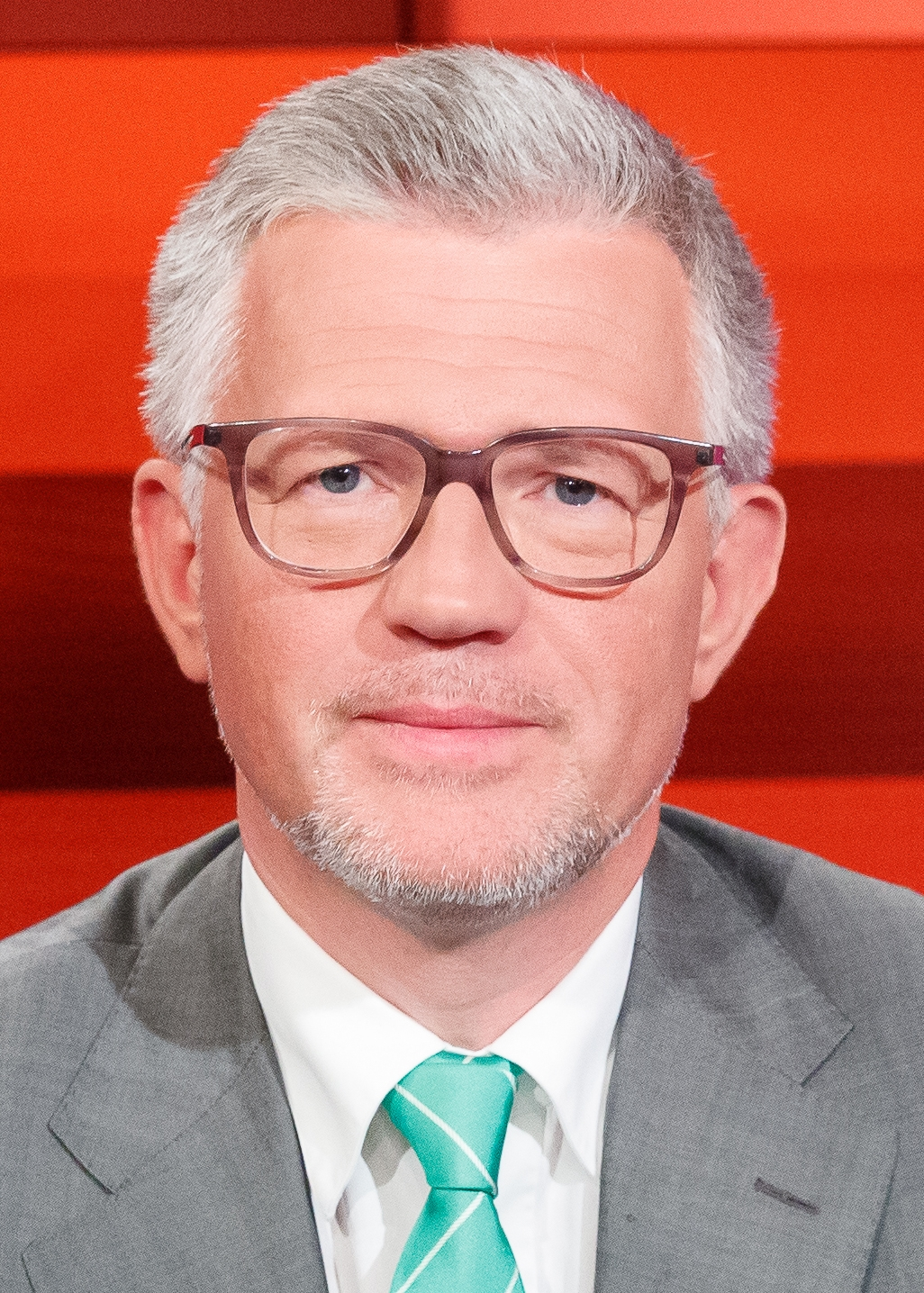
Andrij Melnyk (2022)

Andrij Jaroslawowytsch Melnyk (ukrainisch Андрій Ярославович Мельник; * 7. September 1975 in Lwiw, Ukrainische SSR, Sowjetunion) ist ein ukrainischer Jurist, Politiker und Diplomat. Zwischen 2007 und 2010 war er als Generalkonsul der Ukraine in Hamburg tätig. Von 2014 bis 2022 war er Botschafter der Ukraine in Deutschland. Von November 2022 bis Juni 2023 war er Vize-Außenminister der Ukraine. Von Juni 2023 bis Mai 2025 war er ukrainischer Botschafter in Brasilien. Seit Mai 2025 ist er Ständiger Vertreter der Ukraine bei den Vereinten Nationen.

## Werdegang
Melnyk studierte von 1992 bis 1997 an der Fakultät für internationale Beziehungen der Nationalen Iwan-Franko-Universität Lwiw mit den Schwerpunkten Völkerrecht und deutsche Sprache und schloss als Magister ab. Im Jahr 1998 schloss er ein Master-of-Laws-Studium in internationalen Menschenrechtsnormen am Raoul Wallenberg Institute of Human Rights der schwedischen Universität Lund ab und durchlief Ende desselben Jahres das Harvard Ukrainian Security Program der Harvard Kennedy School. Er promovierte 2004 am Korezkyj-Institut für Staat und Recht der Nationalen Akademie der Wissenschaften der Ukraine zum Doktor der Rechtswissenschaften. Melnyk spricht Ukrainisch, Russisch, Deutsch und Englisch.
Melnyk trat 1997 in den diplomatischen Dienst der Ukraine ein. Von 1999 bis 2003 war er zunächst zweiter, dann erster Botschaftssekretär der Botschaft der Ukraine in Österreich. Anschließend war er als völkerrechtlicher Berater in der Abteilung für Außenpolitik des ukrainischen Präsidialamts tätig. Von 2005 bis 2007 hatte er unter Präsident Wiktor Juschtschenko den Posten des stellvertretenden Leiters der Abteilung für bilaterale und regionale Zusammenarbeit im Präsidialamt inne. Vom 5. April 2007 bis 2010 war er Generalkonsul der Ukraine in Hamburg. Danach war er von 2010 bis 2014 Direktor der Europaabteilung des Ministeriums für Auswärtige Angelegenheiten der Ukraine.
Vom 25. März 2014 bis Dezember 2014 war er stellvertretender Minister des Ministerkabinetts der Ukraine und dort für die europäische Integration der Ukraine zuständig.
Im Dezember 2014 trat er das Amt des Botschafters der Ukraine in Deutschland an; am 12. Januar 2015 wurde er als solcher von Bundespräsident Joachim Gauck akkreditiert. Zum 14. Oktober 2022 wurde er als Botschafter abberufen. Nachfolger in Berlin wurde Oleksij Makejew. Am 18. November 2022 wurde er zu einem der Stellvertreter des Außenministers Dmytro Kuleba ernannt.
Am 20. Juni 2023 wurde Melnyk von Präsident Wolodymyr Selenskyj zum ukrainischen Botschafter in Brasilien ernannt. Im Mai 2024 sagte er dem Spiegel über seinen Posten, er fühle sich manchmal „wie auf einem Abstellgleis im Abseits“. Zudem erklärte er über seine Arbeit, dass „90 Prozent [s]einer Treffen zunächst gar nichts [bringen]. Viele Gespräche [seien], als wären die Ohren auf Durchzug gestellt.“
Am 29. Mai 2025 wurde Melnyik Ständiger Vertreter der Ukraine bei den Vereinten Nationen.
Andrij Melnyk ist mit Switlana Melnyk verheiratet. Sie haben einen erwachsenen Sohn und eine Tochter.

## Stellungnahmen

### Haltung zu Stepan Bandera
Melnyk verehrt den ukrainischen Partisanenführer gegen die Sowjetherrschaft und NS-Kollaborateur Stepan Bandera. Direkt nach seinem Amtsantritt als Botschafter in Deutschland besuchte er am 27. April 2015 das Grab Banderas in München und legte dort Blumen nieder. Danach twitterte er, Bandera sei „unser Held“.  Der Staatsminister im Auswärtigen Amt Michael Roth (SPD) teilte dazu im Mai 2015 mit, dass Melnyk die Position der Bundesregierung dazu hinlänglich bekannt sei. Die Bundesregierung verurteile die von der Organisation Ukrainischer Nationalisten (OUN) teilweise unter Leitung Banderas begangenen Verbrechen an polnischen, jüdischen und ukrainischen Zivilisten und Amtsträgern. Dabei sei sie sich bewusst, dass ein erheblicher Anteil an diesen Verbrechen in Kollaboration mit deutschen Besatzungstruppen begangen worden sei.
Erneut erhebliche Kritik zog Melnyk anlässlich eines Videointerviews mit dem Journalisten Tilo Jung auf Jung & Naiv am 29. Juni 2022 auf sich, in dem er äußerte, dass es keinerlei Beweise für den Massenmord an Juden und Polen durch Anhänger Banderas gebe. Selbst den Vorwurf der Zusammenarbeit Banderas mit den Nazis ließ er nicht gelten. Melnyk erklärte weiter, die Figur Banderas sei gezielt von der Sowjetunion dämonisiert worden, und er warf deutschen, polnischen und israelischen Historikern vor, dabei mitgespielt zu haben. Eine Verwandtschaft mit dem zeitweise mit Bandera vernetzten gleichnamigen Offizier Andrij Melnyk (1890–1964) bestehe nicht.
Das ukrainische Außenministerium, dem Melnyk unterstellt ist, distanzierte sich von seinen Aussagen über Bandera und bezeichnete sie als Melnyks persönliche Meinung, die nicht die offizielle Position des Ministeriums wiedergebe.
Zur Distanzierung des Außenministeriums schwieg Melnyk. Polens Vizeaußenminister Marcin Przydacz rügte Melnyks Äußerungen: „So eine Auffassung und solche Worte sind absolut inakzeptabel.“ Die israelische Botschaft warf Melnyk „Verharmlosung des Holocausts“ vor, seine Darlegungen untergrüben zudem „den mutigen Kampf des ukrainischen Volkes, nach demokratischen Werten und in Frieden zu leben“.
Am 9. Juli 2022, zehn Tage nach dem Interview mit Tilo Jung, wurde Melnyk in der Folge um die Diskussion seiner Äußerungen von seinem Posten als Botschafter der Ukraine in Deutschland zum 14. Oktober 2022 abberufen, ebenso die ukrainischen Botschafter in Norwegen, Tschechien, Ungarn und Indien. In einem Interview mit dem Deutschlandfunk Anfang August 2022 sagte Melnyk, das Interview und insbesondere die Rechtfertigung bezüglich Bandera seien ein Fehler gewesen und er bedauere, wenn sich durch seine Äußerungen Menschen in Deutschland, Polen, Israel und anderswo verletzt fühlten.

### Bewertung des Holodomor
Im November 2020 forderte Melnyk anlässlich des Andenkens an die Opfer am 87. Jahrestag des Holodomor in der Ukraine 1932–1933, dass der Deutsche Bundestag diesen laut Melnyk von Stalin herbeigeführten Hungertod mehrerer Millionen Menschen, den Melnyk als „das größte Massenverbrechen der Stalin-Terrorherrschaft“ beschrieb, als Völkermord am ukrainischen Volk anerkennt.

### Äußerung zu Kay-Achim Schönbach
Nach der Affäre im Januar 2022 um Kay-Achim Schönbach im Russland-Ukraine-Konflikt verglich Melnyk dessen Haltung indirekt mit dem Nationalsozialismus („Die Ukrainer fühlten sich bei dieser herablassenden Attitüde unbewusst auch an die Schrecken der Nazi-Besatzung erinnert, als die Ukrainer als Untermenschen behandelt wurden.“) und warf dem Vizeadmiral „deutsche Arroganz und Größenwahn“ vor. Die „internationale Glaubwürdigkeit und Verlässlichkeit Deutschlands“ stünden „massiv infrage“. Zugleich erneuerte er die Forderungen nach Waffenlieferungen Deutschlands an die Ukraine. Die Lieferung von Schutzausrüstung bezeichnete Melnyk als „Tropfen auf dem heißen Stein“. Dieser Sichtweise widersprach der frühere CDU-Politiker Friedbert Pflüger in einem offenen Brief an Melnyk.

### Kritik an Deutschland während des russischen Überfalls auf die Ukraine
Nachdem Wladimir Putin Ende Februar 2022 mit dem Überfall auf die Ukraine den Konflikt eskaliert hatte, kritisierte Melnyk die deutsche Bundesregierung erneut. In einer Twitter-Nachricht an die Vorsitzende des Verteidigungsausschusses des Bundestages, Marie-Agnes Strack-Zimmermann (FDP), schrieb Melnyk, dass die Bundesregierung das „Morden von Hunderttausenden einfach in Kauf“ nehme. Strack-Zimmermann äußerte Verständnis für die großen Sorgen der Ukraine, nannte das Verhalten von Melnyk aber „befremdlich“ und „maßlos“.
Den Deutschen sei bis heute die Dimension des russischen Überfalls nicht klar, urteilte Melnyk in einem am 3. April 2022 erschienenen Interview mit dem Tagesspiegel. Der Krieg stelle die ganze Weltordnung auf den Prüfstand. Mit Putin an der Macht werde es keinen Friedensvertrag geben. Auch ein mit ihm ausgehandelter Waffenstillstand bliebe wohl „genauso brüchig wie all die Jahre seit der Minsker Vereinbarung 2015“. Die Ukraine brauche dringend schwere Waffen. Putin müsse auf dem Schlachtfeld erfahren, dass der Krieg für ihn nicht zu gewinnen sei. Es handle sich um eine Fehleinschätzung, wenn die Deutschen glaubten, der Krieg werde umso länger dauern, je mehr Waffen man liefere. Zwar sei es den Ukrainern in ihrer Notlage und mit ihrer Opferbereitschaft für gemeinsame Werte weitgehend gelungen, die Sympathien der Deutschen zu gewinnen; doch bleibe die Frage nach den politischen Konsequenzen unbeantwortet: „Will die Ampel diese Ukrainer in der europäischen Familie als künftiges EU-Mitglied willkommen heißen? Oder ist es der Bundesregierung lieber, wenn die Ukraine eine Pufferzone zwischen der EU und Russland bleibt?“ Es müsse sich ändern, dass Letzteres einige in Berlin bequemer fänden. Außer Regierungsmitgliedern kritisierte Melnyk in diesem Interview auch Bundespräsident Frank-Walter Steinmeier, dem er mangelndes Feingefühl in Bezug auf die Ukraine unterstellte. Für Steinmeier sei das Verhältnis zu Russland „etwas Fundamentales, ja Heiliges“, demgegenüber auch der russische Angriffskrieg keine große Rolle spiele. Steinmeier habe seit Jahren ein „Spinnennetz der Kontakte mit Russland“ geknüpft, zu dem auch einflussreiche Vertreter der gegenwärtigen Ampel-Regierung gehörten. Sigmar Gabriel schrieb dazu in einem Beitrag für den Spiegel: „Spinnennetze dienen bekanntlich dem Fang und der anschließenden Verwertung der Beute. Auf den Punkt gebracht insinuiert dieser Vergleich, dass der frühere Kanzleramts- und Außenminister die Interessenvertretung Russlands in Deutschland mitorganisiert habe. Das ist wahrheitswidrig und bösartig. Wahr dagegen ist, dass der Außenminister Frank-Walter Steinmeier gemeinsam mit der damaligen Bundeskanzlerin Angela Merkel mehr als alle anderen in Europa dafür getan hat, die Ukraine zu unterstützen. Und deshalb muss man der Falschdarstellung öffentlich auch dann widersprechen, wenn man der Ukraine in der aktuellen Situation nicht nur mit Geld und guten Worten, sondern auch mit Waffen zur Seite stehen will.“ In ihrer Ausgabe vom 7. April 2022 zitierte Die Zeit Melnyk mit seinem Hinweis, er kenne viele, die bis vor kurzem noch im Außenministerium gearbeitet hätten, nun aber Blockposten bewachten oder Straßensperren errichteten. „Wenn ich das Gefühl habe, dass in Deutschland nichts mehr zu holen ist, dann werde ich sagen, liebe deutsche Freunde, tschüss. Vielleicht kann ich in meiner Heimat mehr bewirken als in Berlin, bei diesen tauben Ohren hier.“
Der ehemalige Bundestagspräsident Wolfgang Thierse (SPD) sprach sich für vorsichtige Nüchternheit aus und verglich Melnyk mit einem früheren sowjetischen Diplomaten: „Regierungen müssen Entscheidungen treffen nach Abwägung aller Gesichtspunkte. Deswegen finde ich die nüchterne, auch vorsichtige Haltung der Bundesregierung unter Kanzler Scholz richtig. Das schafft mehr Vertrauen als ständige Rufe nach mehr und noch mehr. Ich vertraue jedenfalls Olaf Scholz mehr als dem ukrainischen Botschafter. Der erinnert mich an den sowjetischen Botschafter in der DDR, dessen robustes Verhalten aber wenigstens nicht öffentlich stattfand.“ Im Mai 2022 hatte Bundeskanzler Scholz einen Besuch in der Ukraine zunächst ausgeschlossen, weil Bundespräsident Steinmeier von der Ukraine wegen seiner früheren Kontakte zu Russland ausgeladen wurde. Daraufhin bezeichnete Melnyk den Bundeskanzler als „beleidigte Leberwurst“.
Nachdem die Ukraine kurze Zeit später den Bundespräsidenten doch als willkommen bezeichnet hatte, besuchte Scholz am 16. Juni die Ukraine gemeinsam mit Mario Draghi und Emmanuel Macron. Scholz versicherte der Ukraine seine Solidarität und kündigte auch die Lieferung schwerer Waffen an. Melnyk sagte dann, dass ihm seine Äußerung vom Mai leid tue und er sich beim Bundeskanzler entschuldigen werde. Einen Tag vor seiner Entlassung als Botschafter in Deutschland veröffentlichte die ukrainische Botschaft eine Stellungnahme Melnyks, in der dieser erklärt, dass er im Nachhinein „viele emotionale Aussagen bedauere“. Vor dem Hintergrund seines sich im Überlebenskampf befindenden Landes äußerte Melnyk in der Sendung Maischberger, er betrachte sein Verhalten „als Hilferuf. Wenn jemand ertrinkt, dann ist man nicht höflich. Da muss man schreien. Und manchmal auch ein bisschen lauter werden als sonst.“ Laut tagesschau.de zwang Melnyk die Deutschen, „in den Spiegel zu schauen“, und konfrontierte sie „– tagtäglich – auch mit den Irrtümern der Vergangenheit“, beispielsweise „der kolossal gescheiterten Russland-Politik der vergangenen Jahre“.
Auch in einem Interview im Deutschlandfunk Anfang August 2022 sagte Melnyk, er bedauere, dass er aufgrund seiner Emotionen – hervorgerufen durch die Situation in der Ukraine und die in seinem Land verübten Verbrechen durch russische Truppen – undiplomatische Aussagen getätigt habe. Er habe keine andere Möglichkeit gesehen, als mit Lautstärke und Provokation die Deutschen auf die Situation in der Ukraine aufmerksam zu machen und Hilfe für sein Land zu erwirken. „Manchmal war zumindest mein Eindruck, dass es notwendig war, die Stimme zu erheben und vielleicht auch zu kritisieren. Ohne das hätte glaube ich die deutsche Gesellschaft, auch die deutsche Öffentlichkeit, vielleicht den Ernst der Stunde nicht ganz begriffen.“
Am 15. März 2024 griff Andrij Melnyk auf X den SPD-Fraktionsvorsitzenden Rolf Mützenich an mit den Worten „Habe immer gesagt: dieser Typ war und bleibt der widerlichste deutsche Politiker. Für immer und ewig“ weil Mützenich im Bundestag nicht nur die Lieferung von Taurus-Raketen abgelehnt hatte, sondern auch gefordert hatte, „nicht nur darüber reden, wie man einen Krieg führt, sondern auch darüber nachzudenken, wie man einen Krieg einfrieren und später auch beenden kann“.
Am 28. Dezember 2024 kritisierte Melnyk, dass die deutsche Waffenhilfe aus Haushaltsmitteln 2025 von acht auf vier Milliarden Euro halbiert werde und kontinuierlich weiter sinke. Melnyk forderte, dass die nächste Regierung über die ganze Regierungsperiode hinweg jedes Jahr eine fixe Unterstützung von 20 Milliarden Euro an die Ukraine überweisen solle.